# Саїф Алі Хан
Саїф Алі Хан — індійський кіноактор і продюсер.

## Життєпис
Саїф Алі Хан народився 16 серпня 1970 року в Нью-Делі. За віросповіданням мусульманин.
Його батько, Мансур Алі Хан Патауді (1941—2011), був не тільки наваба Патауді, але також і колишнім капітаном індійської збірної з крикету. Його мати, Шарміла Тагор — відома кіноактриса, свого часу була головою Центральної Індійської Комісії з кіноцензури, і далека родичка нобелівського лауреата Рабіндраната Тагора. Після одруження вона перейшла в іслам з індуїзму і змінила своє ім'я на Бегум Айеша Султана. Саїф також віддалено пов'язаний через свою матір з покійною Нафіси Джозеф. У Саїфа є дві молодші сестри — Саба Алі Хан (рід. 1976), яка займається ювелірним дизайном, і Соха Алі Хан (рід. 1978), яка також стала актрисою.
Саїф — спадкоємець двох королівських будинків: Бхопал («Місто озер», столиця індійського держави зі штату Мадх'я-Прадеш) і Патауді (місто Гургаон в індійському штаті Харьяна).
Його дитинство пройшло в мусульманському читанні Корану, його бабуся стежила за його релігійною освітою. Хан каже, що «релігія відіграє важливу роль в моєму вихованні.»
Спочатку Саїф навчався в Lawrence School Sanawar, але пізніше відвідував підготовчу школу Lockers Park. Пізніше, він пішов по стопах батька, відвідуючи Winchester College, відому незалежну школу для хлопчиків в Англії.
У жовтні 1991 року Саїф одружився з акторкою Амрітою Сінгх (рід. 1958). Шлюб виявився новиною, оскільки Амріта була на дванадцять років старша за нього. Після тринадцяти років шлюбу пара розлучилася в 2004 році. У них двоє дітей: дочка Сара Алі Хан (рід. 1993) і син Ібрагім Алі Хан (рід. 2001). Його діти живуть з їх матір'ю.
З 2007 року зустрічався з акторкою Кариною Капур, на якій одружився 16 жовтня 2012 року. 20 грудня 2016 року в них народився син Таймур Алі Хан.
18 лютого 2007 року Саїф був госпіталізований в Lilavati Hospital, в Мумбаї через відчуття болю в грудях під час репетиції його виступу на Stardust Awards, де і провів ніч. Багато акторів прибуло, щоб відвідати актора в лікарні. Після госпіталізації він заявив, що кидає палити.